# Proyecto Emily
El Proyecto Emily fue el despliegue de misiles balísticos de alcance intermedio (IRBM) modelo Thor de  diseño norteamericano, que fueron construidos en el Reino Unido entre 1959 y 1963. El Comando de Bombarderos de la Royal Air Force (RAF) operó 60 misiles Thor, dispersos en 20 estaciones aéreas de la RAF como parte de la disuasión nuclear británica.
Debido a la amenaza creciente que representaba la acumulación de misiles soviéticos, el presidente de los Estados Unidos, Dwight D. Eisenhower, se reunió con el primer ministro Harold Macmillan en las Bermudas en marzo de 1957 para discutir la posibilidad de un despliegue a corto plazo de un MBAI en el Reino Unido. Eventualmente querían desplegar completamente los misiles balísticos intercontinentales de alcance largo. La crisis del Sputnik en octubre de 1957 hizo que este plan se acelerara: el primer misil Thor llegó al Reino Unido en un avión de transporte Douglas C-124 Globemaster II en agosto de 1958 y fue entregado a la RAF en septiembre.
Las tripulaciones de la RAF se trasladaban periódicamente a los Estados Unidos para recibir entrenamiento. Este culminó con 21 lanzamientos de misiles de entrenamiento operativos desde la Base de la Fuerza Aérea Vandenberg. Durante la crisis de los misiles cubanos, en octubre de 1962, 59 de estos misiles se volvieron operativos. Sin embargo, la fuerza de misiles Thor fue disuelta en 1963 y los misiles restantes fueron devueltos a los Estados Unidos, donde la mayoría se utilizaron en disparos espaciales militares.
En octubre de 2012, los antiguos sitios de lanzamiento en RAF Harrington y RAF North Luffenham obtuvieron el grado de monumento clasificado del Reino Unido.

## Antecedentes
Durante la primera parte de la Segunda Guerra Mundial, el Reino Unido tenía un proyecto de armas nucleares cuya denominación en código era Tube Alloys. En la Conferencia de Quebec en agosto de 1943, el Primer Ministro del Reino Unido, Winston Churchill y el Presidente de los Estados Unidos, Franklin Roosevelt, firmaron el Acuerdo de Quebec, donde se fusionó Tube Alloys con el Proyecto Manhattan estadounidense para crear un proyecto británico, estadounidense y canadiense. Después de la guerra, el gobierno británico confiaba en que Estados Unidos iba a continuar compartiendo tecnología nuclear, que consideraba un descubrimiento conjunto, pero la Ley de Energía Atómica de los Estados Unidos puso fin a la cooperación técnica mediante la Ley McMahon en 1946. Su control de "datos restringidos" impidió que los aliados de Estados Unidos recibieran información relacionada con armas nucleares. Temiendo un resurgimiento del aislacionismo en Estados Unidos y que Gran Bretaña perdiera su estatus de gran potencia, el gobierno británico reinició su propio proyecto de desarrollo, que recibió el nombre en código High Explosive Research . La primera bomba atómica británica se detonó con éxito frente a las islas Monte Bello en la Operación Huracán el 3 de octubre de 1952, y el modelo de la primera bomba atómica se entregó a la Royal Air Force (RAF) para su producción en noviembre de 1953 .
Inicialmente, el armamento de armas nucleares de Gran Bretaña se basó en bombas de caída libre que eran lanzadas por un Bombardero V. Sin embargo, se preveía la posibilidad de que el bombardero se volviera obsoleto a fines de la década de 1960. En 1953, el Subjefe del Estado Mayor Aéreo, Geoffrey Tuttle, pidió una especificación de 2000 millas náuticas (3704,0 km) para un misil balístico con rango para que se trazara antes de empezar a trabajar en el diseño. Esto se convirtió en el Requisito Operacional OR.1139. y más tarde, el trabajo comenzó en el Royal Aircraft Establishment en Farnborough. En marzo de 1954 se pidió al Ministerio de Abastecimiento que presentara propuestas para un proyecto de misiles balísticos a gran escala. En una reunión de la OTAN en París en diciembre de 1953, el Secretario de Defensa de los Estados Unidos, Charles E. Wilson, planteó la posibilidad de un programa de desarrollo conjunto con el ministro de Abastecimiento, Duncan Sandys. Las reuniones se llevaron a cabo en junio de 1954, lo que resultó en la firma de un acuerdo el 12 de agosto del mismo año. Acordaron que Estados Unidos desarrollaría un misil balístico intercontinental (ICBM) de 5 millas náuticas (9,3 km), mientras que el Reino Unido, con el apoyo de Estados Unidos, desarrollaría un misil balístico de alcance medio (MRBM) con un rango de 2 millas náuticas (3,7 km). El misil balístico intercontinental americano se llamó Atlas, mientras que el MRBM británico se llamó Blue Streak . Se calculó que Blue Streak costó £ 70 millones, y que Estados Unidos pagó el 15% del costo.
Paralelamente al programa ICBM, Estados Unidos desarrolló tres sistemas separados de misiles balísticos de alcance intermedio (IRBM). El 8 de noviembre de 1955, Wilson aprobó proyectos IRBM tanto del Ejército de los Estados Unidos como de la Fuerza Aérea (USAF). El Consejo de Seguridad Nacional de los Estados Unidos otorgó a los proyectos ICBM e IRBM la máxima prioridad nacional. La Agencia de Misiles Balísticos del Ejército, comandada por el mayor general John B. Medaris, y con Wernher von Braun como director técnico, desarrolló el Jupiter (SM-78) IRBM. Luego de tres fracasos, su primer vuelo exitoso tuvo lugar en la Estación de la Fuerza Aérea de Cabo Cañaveral el 31 de mayo de 1957. La Marina de los Estados Unidos participó inicialmente en dicho programa con la intención de lanzar los misiles desde sus buques. Pero en vista de su tamaño, decidieron desarrollar un cohete de combustible sólido más pequeño que pudiera ser lanzado desde un submarino, que más tarde se convirtió en Polaris . A pesar de la renuencia por parte del mayor general Bernard Schriever, el comandante de la División de Desarrollo Occidental de la USAF, con una pronunciada falta de entusiasmo por los misiles entre los oficiales superiores de la USAF (quiénes preferían los bombarderos tripulados), movieron el proyecto rápidamente. En diciembre de 1955, la Douglas Aircraft Company se adjudicó el contrato para el desarrollo del misil, cuyo nombre en código era Thor (SM-75). Rocketdyne, Ramo-Wooldridge, AC Spark Plug, Bell Laboratories y General Electric participaron como los subcontratistas del motor cohete, la coordinación técnica, el sistema de guía inercial , el sistema de guía por radio y el vehículo de reentrada, respectivamente. El primer misil fue entregado a la Base de la Fuerza Aérea Patrick el 26 de octubre de 1956. Después de cuatro intentos fallidos, el primer vuelo de prueba exitoso tuvo lugar el 20 de septiembre de 1957.

## Negociaciones
En la decisión de Wilson de desarrollar un IRBM estaba implícito que el mismo debía tener su sede en el extranjero porque el misil Thor tenía un alcance de 1500 millas náuticas (2778,0 km), y por lo tanto no tenía el alcance necesario para llegar a la Unión Soviética y China desde los Estados Unidos. Gran Bretaña, Alemania, Turquía, Filipinas, Taiwán, Corea del Sur y Japón fueron considerados como posibles sitios. Gordon Gray, el subsecretario de Defensa de Estados Unidos para Asuntos de Seguridad Internacional, le mencionó esos sitios a un funcionario del Ministerio de Abastecimiento en enero de 1956, y en marzo de 1956 se iniciaron enfoques no oficiales de bajo nivel. El Secretario de la Fuerza Aérea de los Estados Unidos, Donald A. Quarles, planteó oficialmente el asunto al Ministro de Defensa, Sir Walter Monckton, y a su Asesor Científico Jefe, Sir Frederick Brundrett, en reuniones en el Palacio de Westminster los días 16 y 17 de julio. 1956. Quarles propuso emplazamientos en Inglaterra para los misiles y sugirió que se realizaran disparos en vivo desde Escocia. Monckton señaló que esta opción ya había sido rechazada para Blue Streak, a favor de los disparos de prueba en el rango de prueba de Woomera . Monckton y Brundrett consideraron si Thor o Júpiter tendrían el rango para propósitos británicos, pero los estadounidenses no podían suministrar armas nucleares bajo la Ley McMahon. Los misiles podrían estar equipados con ojivas británicas, pero estas eran más pesadas y reducían el alcance a 1250 millas náuticas (2315,0 km). Por ello, Brundrett consideró "inútil" tal misil. El presidente del Comité de jefes de Estado Mayor, mariscal de la Royal Air Force Sir William Dickson, preguntó si Blue Streak era redundante si los estadounidenses suministraban a Thor. Al igual que muchos oficiales superiores de la RAF y sus homólogos de la USAF, también le preocupaba el destino del bombardero tripulado si el gobierno adoptaba la tecnología de misiles.

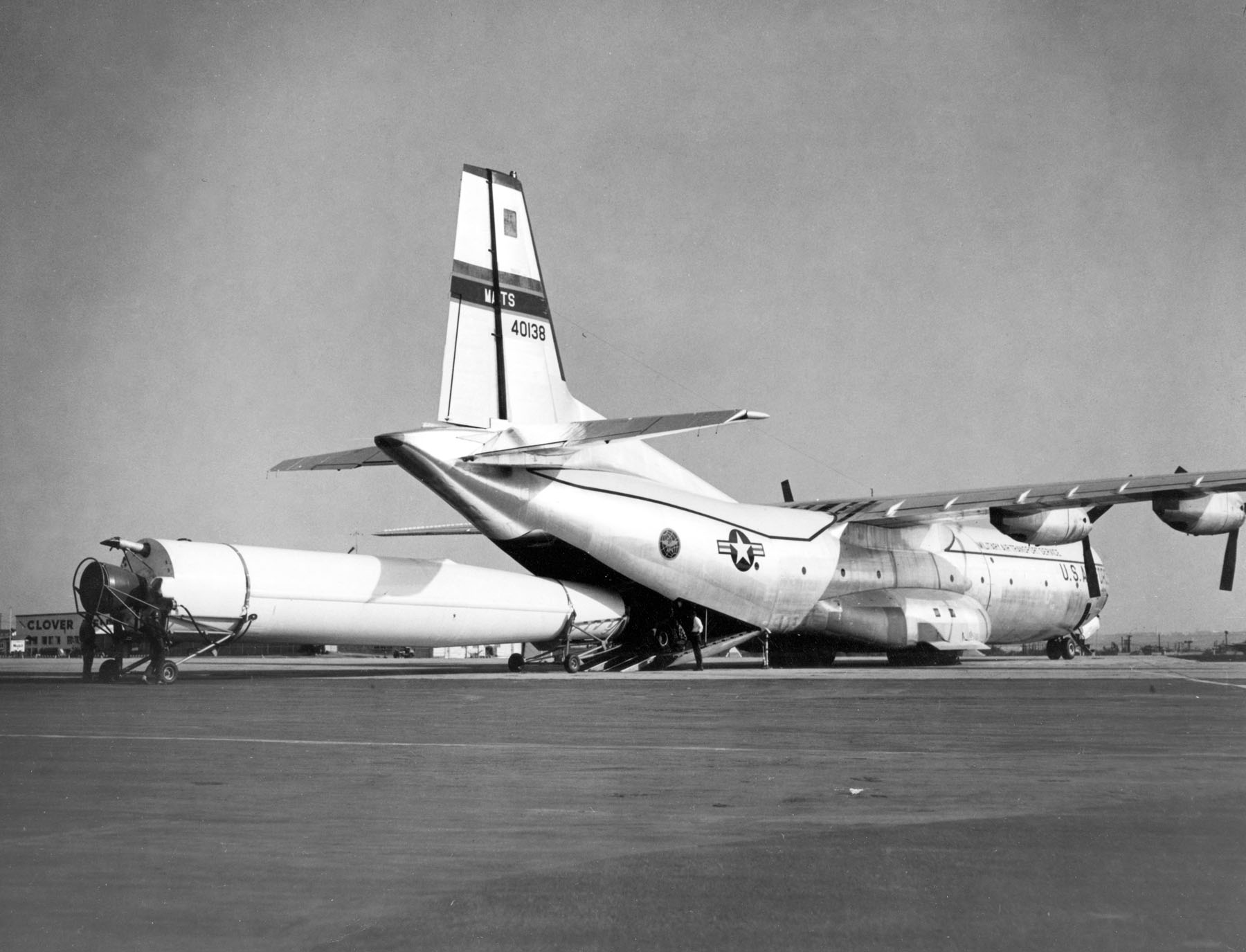
Un misil Thor se carga en un avión de transporte Douglas C-133 Cargomaster

Durante las negociaciones iniciales, las principales preocupaciones de los británicos fueron los aspectos técnicos de las armas y sus costos y beneficios del despliegue más que las preocupaciones sobre el control. Un precedente aquí fue el Proyecto E, en donde se proporcionaron datos sobre las armas nucleares estadounidenses a Gran Bretaña para permitir que los bombarderos eléctricos Canberra y los bombarderos V ingleses los llevaran en tiempo de guerra. La ley McMahon fue enmendada en agosto de 1954 para permitir esto. Bajo el Proyecto E, la existencia de armas nucleares de origen estadounidense para uso británico se mantuvieron en bases aéreas de la RAF bajo custodia estadounidense. El 12 de diciembre de 1956, el jefe de Estado Mayor de la Fuerza Aérea de los Estados Unidos, general Nathan Twining, sugirió a su homólogo británico, el mariscal jefe del aire Sir Dermot Boyle, que las ojivas de misiles Thor estuvieran disponibles "en los mismos términos y condiciones". Sandys, ahora Ministro de Defensa, afirmó que este arreglo sería aceptable para el gobierno británico. Cuando visitó los Estados Unidos en enero de 1957, encontró a los estadounidenses ansiosos por desplegar dichos misiles en Gran Bretaña. El primer ministro, Harold Macmillan, y el presidente Dwight D. Eisenhower, acordaron hacerlo en una cumbre en las Bermudas en marzo de 1957. Aunque las negociaciones del IRBM habían comenzado antes de que la crisis de Suez dañara la relación de Gran Bretaña con los Estados Unidos, al gobierno británico le convenía presentar el acuerdo como una demostración de que la brecha se había curado.
Sin embargo, las dos naciones continuaban trabajando con propósitos opuestos. Los británicos vieron los IRBM como un paso en el camino hacia una disuasión nuclear independiente, mientras que los norteamericanos lo vieron como un aumento del Comando Aéreo Estratégico (SAC). Originariamente, Estados Unidos previno el empleo de 120 misiles Thor en cuatro escuadrones de la USAF: los escuadrones de misiles estratégicos 672, 673, 674 y 675, y cuatro escuadrones de la RAF, los dos primeros de los cuales al principio serían tripulados por personal de la USAF. La crisis del Sputnik de octubre de 1957 provocó la modificación de este plan. Puso a la administración de Eisenhower bajo una gran presión pública para actuar sobre el despliegue de misiles por parte de una nación consternada y angustiada. Sputnik demostró la capacidad de la Unión Soviética de desplegar misiles balísticos intercontinentales. Ahora, Estados Unidos necesitaba los IRBM y la cooperación británica más que nunca. La propuesta de basar los escuadrones Thor de la USAF en Gran Bretaña se abandonó el 12 de octubre de 1957 en vista de la oposición política británica.
El coronel Edward N. Hall fue responsable de hacer los arreglos para el despliegue. Se presentaron dos planes alternativos a Quarles, ahora subsecretario de Defensa de los Estados Unidos. Una era que Estados Unidos asumiera el costo, lo que facilitaría el despliegue más rápido posible. La otra era que se llegara a un acuerdo sobre compartir costos con los británicos, lo que llevaría más tiempo. Quarles compartió estos planes con Eisenhower y Macmillan en Bermuda, y ordenó a Hall que procediera con el despliegue tan rápido como el primer plan, pero con los costos del segundo. El resultado fue una implementación mucho más lenta y costosa. Se redactó un acuerdo formal el 17 de diciembre de 1957, aunque no fue hasta finales de mes donde definitivamente se determinó que Gran Bretaña recibiera misiles Thor y no Júpiter. El despliegue de los misiles Thor recibió el nombre en código de Proyecto Emily.
La USAF sugirió que los primeros misiles se basen en RAF Sturgate y RAF East Kirkby en Lincolnshire, donde la USAF ya contaba con presencia. La RAF rechazó esto, ya que contemplaba eventualmente hacerse cargo de las bases, y contaban con muy pocas ubicaciones adecuadas para dispersar los misiles, porque las redes de carreteras locales eran inadecuadas y el alojamiento del personal estaba por debajo de los estándares de la RAF. En cambio, la RAF ofreció el uso de RAF Feltwell en Norfolk y RAF Hemswell en Lincolnshire. El Ministerio de Obras calculó las mejoras en 7,15 millones de libras esterlinas. El embajador en los Estados Unidos, Harold Caccia, y el secretario de Estado de los Estados Unidos, Christian Herter, firmaron un entendimiento sobre las bases en febrero de 1958. A esto siguió un acuerdo formal en junio: Estados Unidos proporcionaría los misiles, repuestos y entrenamiento durante cinco años de operación y el Reino Unido proporcionaría las bases y las instalaciones de apoyo.
Se temía que la participación de la Tercera Fuerza Aérea( componente aéreo estadounidense con base en Gran Bretaña asignado a la OTAN) llevara a que SACEUR controlara los misiles. Se acordó que los misiles estarían bajo control británico, y la asignación de objetivos sería responsabilidad británica, junto con la 7.ª División Aérea del SAC, con sede en Gran Bretaña. La RAF tampoco estaba contenta con las primeras unidades tripuladas por la USAF. Entonces, se acordó que serían tripulados por la RAF tan pronto como el personal pudiera ser entrenado para operar los misiles. La dificultad práctica con la custodia estadounidense de las ojivas era que si todas estuvieran almacenadas en RAF Lakenheath en Suffolk, tomaría hasta 57 horas hacer que los misiles fueran operativos. Al final, se ideó un sistema de doble llave: la llave de la RAF puso en marcha el misil y la llave del oficial de autorización de la USAF armó la ojiva. Esto redujo el tiempo de lanzamiento a 15 minutos.

## Despliegue

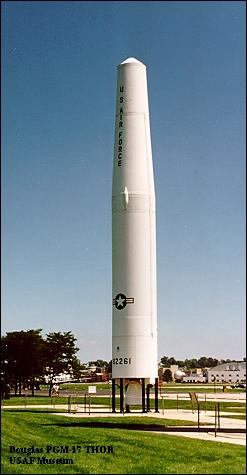
Thor T-150 (USAF serial 58-2261) en el Museo Nacional de la Fuerza Aérea de los Estados Unidos. Este misil estuvo una vez basado en RAF Carnaby.

Para 1958, los planes requerían el despliegue de 60 misiles Thor. Esto fue concebido como un despliegue de cuatro escuadrones, con cada uno controlando quince misiles en cinco vuelos de tres misiles, con cada vuelo en su propia estación de la RAF. El Escuadrón N.º 77 de la RAF se formó en RAF Feltwell como parte del Grupo N.º 3 de la RAF el 1 de septiembre de 1958. Su primer misil Thor llegó en un avión de transporte Douglas C-124 Globemaster II el 29 de agosto y fue entregado al escuadrón el 19 de septiembre. Para el final del año, se recibieron catorce misiles más. El despliegue implicó el transporte de 18 000 000 libras (8164,7 t) de equipo por mar, 23 000 000 a 25 000 000 libras (10 432,6 a 11 339,8 t) por aire en 600 vuelos de C-124 Globemaster II y 77 de Douglas C-133 Cargomasters de la 1607a Ala de Transporte Aéreo de la USAF. 
El Este de Inglaterra estaba salpicado de estaciones de la RAF que fueron utilizadas por el Comando de Bombarderos de la RAF y la Octava Fuerza Aérea de los Estados Unidos en la Ofensiva Combinada de Bombarderos durante la Segunda Guerra Mundial. Muchos todavía estaban siendo utilizados por la RAF y la USAF, mientras que otros se habían entregado a otros fines, pero aún contaban con buenas condiciones. El uso de tierras de propiedad estatal ahorró los costos de adquisición. RAF Witchford se incluyó inicialmente por instigación de los estadounidenses, pero la tierra era propiedad de los Comisionados de la Iglesia, y la cercana RAF Mepal fue sustituida. El principal criterio de selección fue el estado de la red vial que conecta las bases; un grado de más de uno en diecisiete se consideró un riesgo inaceptable de poner a tierra el transporte de misiles. Algunos sitios propuestos en Yorkshire, en la base de la RAF Dishforth tuvieron problemas con la cobertura del radar, y se encontró un nuevo grupo de estaciones alrededor de RAF North Luffenham . Estos no se consideraron ideales ya que los misiles tendrían que volar sobre áreas pobladas.
Los ingenieros de Douglas Aircraft llevaron a cabo el entrenamiento y las demostraciones. Finalmente, la responsabilidad de la base se entregó a la RAF en marzo de 1959. En julio se decidió que cada una de las ubicaciones fueran designadas como un escuadrón. Los vuelos del Escuadrón N.º 77 se convirtieron en un escuadrón separado el 22 de julio de 1959. Un Vuelo siguió siendo el Escuadrón N.º 77 de la RAF, mientras que los Vuelos B, C, D y E se convirtieron en los Escuadrones 82, 107, 113 y 220 de la RAF respectivamente. . El despliegue posterior se basó en cuatro estaciones, cada una compuesta por cinco escuadrones de misiles, con una base principal y cuatro bases de satélites. Cada escuadrón de misiles estaba equipado con tres misiles Thor. Los escuadrones fueron asignados a los dos grupos de Comando de Bombarderos de la RAF, los Grupos 1 y 3. El primer escuadrón en el Grupo N.º 1 fue el Escuadrón N.º 97 de la RAF, que se formó en RAF Hemswell el 1 de diciembre de 1959.  Al igual que con el Escuadrón N.º 77, se dividió en cinco escuadrones el 22 de julio de 1959., con los escuadrones 104, 106, 142 y 269 de la RAF en formación. El Escuadrón N.º 98 de la RAF se formó en RAF Driffield el 1 de agosto de 1959 como parte del Grupo N.º 1 con los Escuadrones N.º 102, 150, 226 y 240 de la RAF como satélites.  Finalmente, el Escuadrón N.º 144 de la RAF se formó en la RAF North Luffenham el 1 de diciembre de 1959 con los Escuadrones N.º 130, 150, 223 y 254 de la RAF como sus satélites como parte del Grupo N.º 3. En total, se formaron veinte escuadrones de la RAF entre septiembre de 1958 y diciembre de 1959, más que en cualquier período en tiempos de paz.
El levantamiento de los veinte escuadrones implicó el entrenamiento de 1.254 efectivos de la RAF en los Estados Unidos, y aproximadamente el mismo número en el Reino Unido. Tanto el personal de la RAF como de la USAF fueron entrenados en los Estados Unidos por el 392º Escuadrón de Misiles Estratégicos (Entrenamiento), que se formó en la Base de la Fuerza Aérea Cooke en California el 23 de mayo de 1957, y luego asignado al 704º. Ala de misiles estratégicos . Finalmente, ambos fueron asignados a la 1.ª División de Misiles el 22 de julio. El escuadrón pasó a llamarse 392 ° Escuadrón de Entrenamiento de Misiles el 12 de agosto y fue activado el 15 de septiembre. El entrenamiento también fue proporcionado por Douglas Aircraft y AC Sparkplug en la planta del primero en Tucson, Arizona .  El 672 ° Escuadrón de Misiles Estratégicos se formó en la Base de la Fuerza Aérea de Cooke el 1 de enero de 1958 y se trasladó a RAF Feltwell el 20 de mayo de 1958, y luego a RAF Lakenheath el 17 de agosto de 1959, donde finalmente fue disuelto el 1 de octubre de 1959. El Comando de Bombarderos de la RAF estableció una Escuela de Misiles Estratégicos en la RAF Feltwell en enero de 1961, y en mayo la responsabilidad del entrenamiento de misiles Thor pasó de la USAF a la RAF. La escuela llevó a cabo cursos para oficiales de control de lanzamiento, oficiales técnicos, oficiales de autenticación, jefes de servicio de misiles y misiles, instaladores generales y eléctricos. El curso final, para oficiales de control de lanzamiento, se graduó el 15 de noviembre de 1962 y la escuela se cerró.
Para defender las estaciones de los aviones enemigos, se levantaron escuadrones de la RAF con el misil tierra-aire Bristol Bloodhound. El primero de ellos fue el Escuadrón N.º 264 de la RAF, que se formó en la RAF North Coates en la costa de Lincolnshire el 1 de diciembre de 1958. Le siguieron dos escuadrones más: El Escuadrón Nº 112 de la RAF, que fue reformado en RAF Church Fenton el 1 de agosto de 1960, y el Escuadrón N.º 247 de la RAF, formado en RAF Carnaby el 1 de julio de 1960.

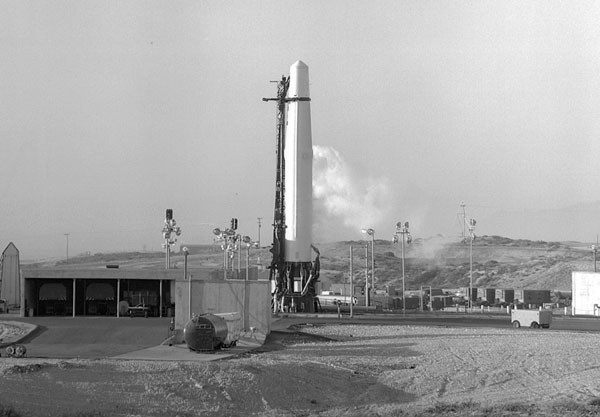
Lanzamiento de Thor T-220 desde Complex 75-1-1 el 21 de octubre de 1959

La culminación del entrenamiento de misiles Thor consistió en participar en sus lanzamientos. Originalmente se pretendía que todas las tripulaciones de misiles Thor llevaran a cabo al menos un lanzamiento, pero pronto se hizo notorio que el costo sería prohibitivo. No obstante, 21 tripulaciones de la RAF visitaron los Estados Unidos para recibir entrenamiento, el cual culminó con lanzamientos de entrenamiento operativo desde Vandenberg. Esto se conocía como Entrenamiento del Sistema Integrado de Armas (IWST). El primero de estos lanzamientos fue un lanzamiento con nombre en código "Lions Roar". A pesar de que un misil había explotado en la plataforma de lanzamiento días antes, el lanzamiento fue visto por dignatarios como el brigadier Godfrey Hobbs (director de relaciones públicas del Ministerio de Defensa); El Vice-Mariscal del Aire Walter Sheen, el comandante de la RAF en la Misión Británica de Estado Mayor Conjunto ; y el Vice-Mariscal del Aire Augustus Walker, el comandante del Grupo N.º 1. Después de algunas demoras debido a problemas meteorológicos y técnicos, el misil fue lanzado con éxito el 16 de abril de 1959. En total, hubo nueve lanzamientos del IWST, el último de los cuales, con nombre en código "Red Caboose", fue hecho el 21 de enero de 1960.
Además de los lanzamientos de IWST, también se realizaron lanzamientos de entrenamiento de combate (CTL). Dichos lanzamientos abarcaban parte de la capacitación, y a las tripulaciones de lanzamiento se les permitía retenciones técnicas en la cuenta regresiva para que pudieran estar completamente capacitadas en los procedimientos de lanzamiento. Un CTL era para una tripulación ya entrenada y debía demostrar su competencia. El primer lanzamiento fue visto por el Jefe del Estado Mayor de Defensa, el Almirante de la Flota Lord Mountbatten y Lady Mountbatten. Los primeros tres CTL, como los lanzamientos del IWST, utilizaron misiles Douglas sacados de la línea de montaje; pero había preocupaciones sobre el impacto del clima británico en los misiles. De ahora en adelante, se iba a elegir un misil al azar, y junto con la tripulación volarían a Vandenberg para realizar pruebas. Se llevaron a cabo doce CTL entre el 6 de octubre de 1959 y el 18 de junio de 1962; un CTL planeado el 8 de octubre de 1962 fue cancelado a raíz de la decisión de retirar del servicio los misiles Thor.

## Crisis de los misiles cubanos

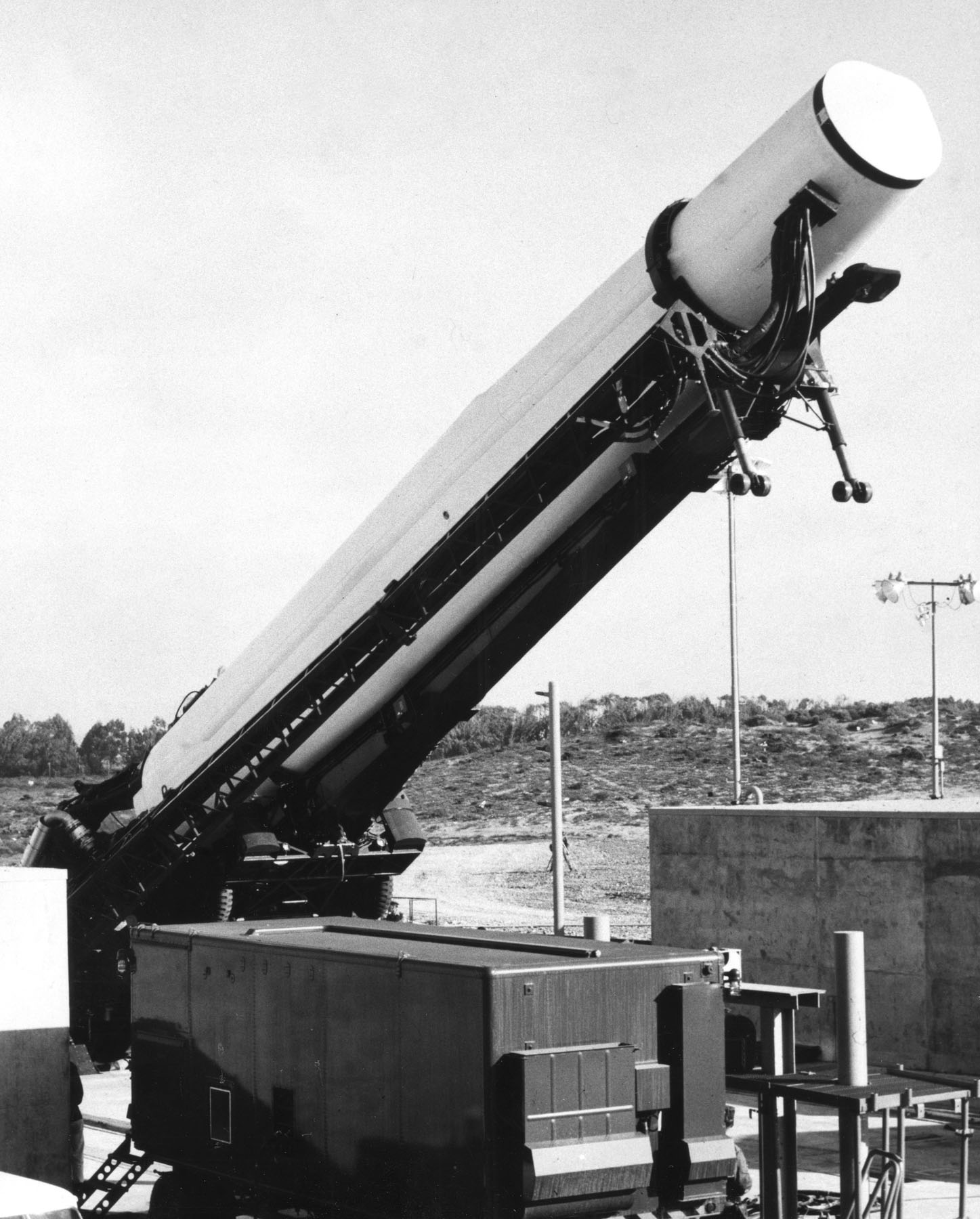
El misil Thor se prepara para su lanzamiento.

El despliegue de los IRBM de Júpiter en Italia y Turquía en 1961 llevó a la Unión Soviética a responder intentando desplegar IRBM en Cuba.  DIcho descubrimiento por parte de Estados Unidos condujo a la Crisis de los Misiles en Cuba . SAC se colocó en DEFCON 3 el 22 de octubre de 1962 y DEFCON 2 el 24 de octubre. El Comando de Bombarderos de la RAF pasó a la condición de alerta 3, equivalente a DEFCON 3, el 27 de octubre. Normalmente, entre 45 y 50 misiles Thor estaban listos para disparar en 15 minutos. Sin alterar la condición de alerta, el número de misiles listos para disparar se incrementó a 59. Por lo tanto, el sistema de doble llave se vio sometido a tensión debido a que el personal de la RAF y la USAF se encontraban en diferentes estados de preparación. Según el plan de guerra que había entrado en vigencia el 1 de agosto de 1962, los bombarderos de la RAF y los misiles Thor hubiesen atacado 16 ciudades, 44 aeródromos, 10 centros de control de defensa aérea y 20 sitios IRBM. La crisis pasó, y SAC volvió a DEFCON 3 el 21 de noviembre y DEFCON 4 el 24 de noviembre. A raíz de la crisis, el Comando de Bombarderos de la RAF ordenó que en el futuro 39 misiles estuvieran listos para 15 minutos, con la estación Feltwell manteniendo nueve en alerta y las otras tres estaciones manteniendo diez.

## Terminación
El alto mando de la RAF nunca se entusiasmó con los misiles, y siempre los clasificó como secundarios a la fuerza de bombarderos V. Las bases de misiles estaban separadas del resto de la RAF y su personal se consideraba fuera de la corriente principal. El Proyecto Emily dio a la RAF una experiencia considerable en operaciones con misiles, pero la cancelación de Blue Streak el 2 de febrero de 1960 a favor del Skybolt, un misil balístico lanzado desde el aire, hizo que esta experiencia tuviera un valor dudoso. Dada la cantidad de tiempo y dinero gastados en Thor, se consideró extender el despliegue. En respuesta a los argumentos a favor y en contra de Blue Streak, hubo propuestas para mejorar Thor. Si los misiles ya tenían combustible, podrían lanzarse en tan solo 60 segundos, pero solo podrían permanecer alimentados durante dos horas, debido a que los componentes se congelaban por contacto con el oxígeno líquido. Luego, los misiles necesitaban seis horas para descongelarse. No era práctico basarlos bajo tierra, pero estar sobre la superficie los hacía muy vulnerables a un ataque nuclear. Sin embargo, los veinte escuadrones de misiles Thor eran equivalentes a siete escuadrones y medio de bombarderos-V. Sin ellos, solo habría catorce bombarderos V en alerta rápida.
Según el acuerdo original, la USAF pagó el costo de mantenimiento de los misiles durante cinco años. Tras esto, los costes recaerían sobre el Reino Unido, que tendría que hacerse cargo de su apoyo logístico. Con misiles balísticos intercontinentales disponibles, los estadounidenses no previeron que los misiles Thor hicieran una contribución sustancial a la disuasión nuclear occidental después de 1965. El 1 de mayo de 1962, el Secretario de Defensa de los Estados Unidos, Robert McNamara, informó al Ministro de Defensa, Harold Watkinson, que Estados Unidos no proporcionaría más apoyo al misil después del 31 de octubre de 1964. Watkinson le informó entonces que el sistema se comenzaría a eliminar gradualmente. Una reunión del Consejo del Aire el 31 de mayo de 1962 decidió que el Proyecto Emily debería cerrarse a finales de 1963. Se hizo un anuncio público el 1 de agosto de 1962. La decisión de McNamara del 7 de noviembre de 1962 de cancelar Skybolt, aprobada por el presidente John F. Kennedy el 23 de noviembre dejó la RAF sin un sucesor de Thor. Luego, el gobierno británico negoció el Acuerdo de Nassau para comprar Polaris. El futuro de la disuasión nuclear estratégica británica estaba ahora en la Royal Navy, y los últimos escuadrones de Thor fueron desactivados el 23 de agosto de 1963.

## Preservación

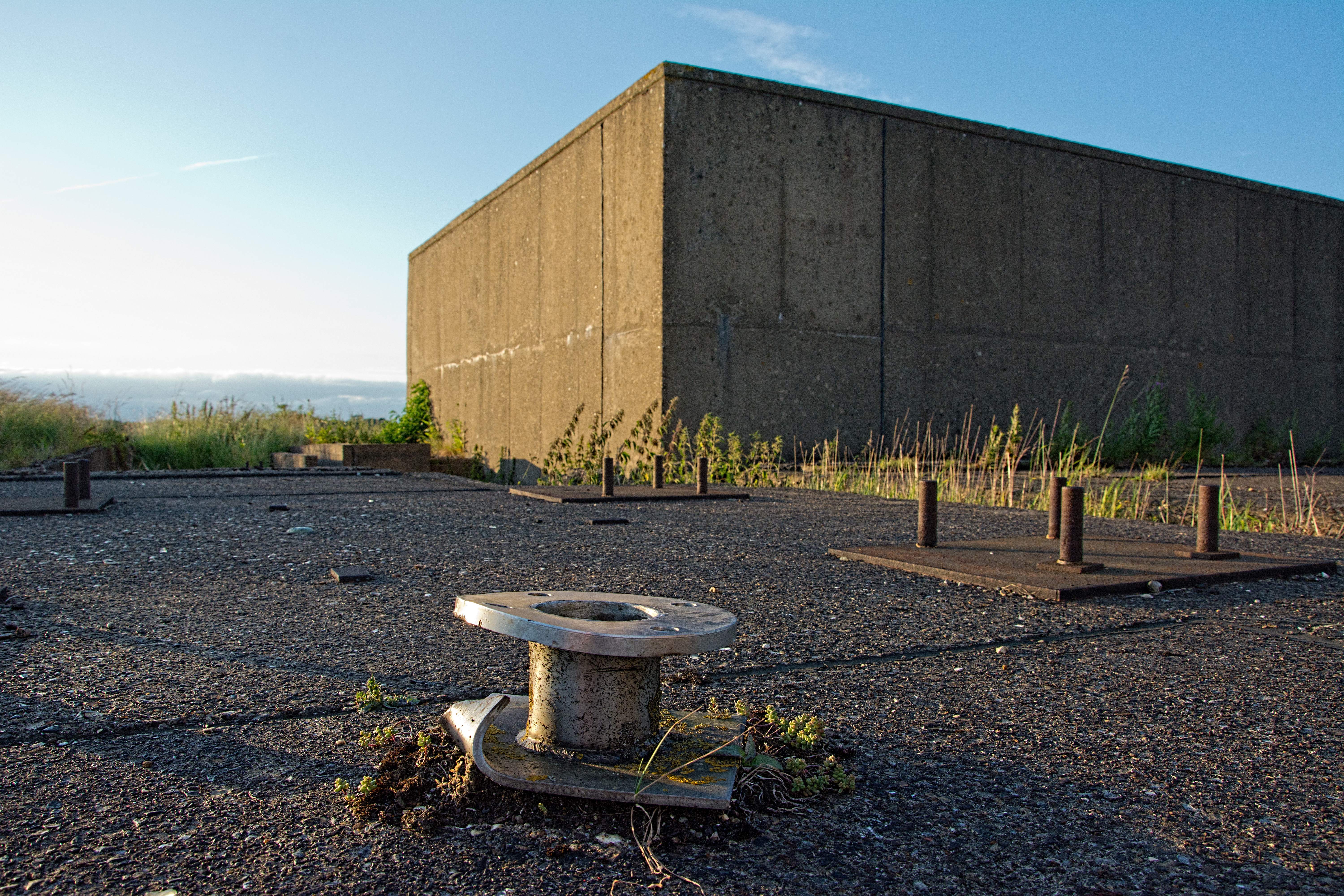
Sitio de misiles Thor en RAF Harrington

Los misiles Thor volvieron a Estados Unidos y fueron reacondicionados en la planta de Douglas Aircraft en Tulsa, Oklahoma. Los motores fueron removidos y reacondicionados por Rocketdyne. Aunque la RAF jamás lanzó un misil Thor con ojivas nucleares, siete fueron lanzados con ojivas nucleares como parte de la Operación Fishbowl en 1962, dos de los cuales eran antiguos misiles de la RAF. De los siete intentos, únicamente tres tuvieron éxito. Otros 55 antiguos misiles RAF Thor se gastaron en disparos espaciales militares entre el 18 de septiembre de 1963 y el 15 de julio de 1980. Para 2017, quedaban tres ex misiles Thor de la RAF. Uno se encuentra en el Museo Cosford de la Royal Air Force, otro en el Museo Nacional de la Fuerza Aérea de los Estados Unidos, y el restante en la Base de la Fuerza Aérea Vandenberg.
En 2012, los antiguos sitios de lanzamiento en RAF Harrington y RAF North Luffenham obtuvieron el estatus de listado.

## Otras lecturas
- Wilson, Jim (2008). Launch Pad UK: Britain and the Cuban Missile Crisis. South Yorkshire: Pen & Sword Aviation. ISBN 1-84415-799-7. OCLC 852003892.